# Hastings-on-Hudson
Hastings-on-Hudson ist ein Village im Westchester County im Bundesstaat New York der Vereinigten Staaten. 

## Geographie
Hastings-on-Hudson ist ein Vorort von New York City und ein Ortsteil von Greenburgh. Es liegt nördlich von Yonkers und ist begrenzt vom Hudson River im Westen und vom Saw Mill River im Osten. Die U.S. Route 9 verläuft als „Broadway“ durch den Ort.
Hastings-on-Hudson hat 7849 Einwohner (Stand: 2010).

## Geschichte
Das Gebiet von Hastings-on-Hudson war ursprünglich ein Siedlungsgebiet der Wechquaesgeek. Der niederländische Einwanderer Frederick Philipse handelte mit den Einwohnern Waffen, Decken und andere Produkte und kaufte 1681 ein Haus auf dem Gebiet. 1693 garantierte die englische Krone Philipse die inzwischen auf über 370 km² angewachsene Grundherrschaft unter dem Namen „Philipsburg Manor“, aus der später unter anderem Hastings-on-Hudson und Dobbs Ferry entstanden. 1879 wurde Hastings-on-Hudson nach Greenburgh eingemeindet.

## Kultur und Sehenswürdigkeiten
In Hastings-on-Hudson gibt es drei Schulen, eine öffentliche Bibliothek und mehrere Sport- und Freizeitmöglichkeiten. Das Haus und Studio Ever Rest des Malers Jasper Francis Cropsey ist im National Register of Historic Places von New York eingetragen.
Auf dem Mount Hope Cemetery, dem jüdischen Temple Israel Cemetery und dem christlichen und jüdischen Westchester Hills Cemetery sind bekannte Persönlichkeiten beigesetzt.

## Persönlichkeiten

### Söhne und Töchter der Stadt
- Carlotta Joaquina Maury (1874–1938), Paläontologin
- Dorothy Caruso (1893–1955), Schriftstellerin
- Ricki Lake (* 1968), Talkshowmoderatorin, Filmemacherin und Schauspielerin
- Ali Marpet (* 1993), American-Football-Spieler

### Mit Hastings-on-Hudson verbunden
- Jasper Francis Cropsey (1823–1900), Maler (hatte das Haus und Studio Ever Rest in Hastings-on-Hudson)
- Leffert L. Buck (1837–1909), Brückenbau-Ingenieur (in Hastings-on-Hudson gestorben)
- George Frederic Matthew (1837–1923), kanadischer Paläontologe und Geologe (in Hastings-on-Hudson gestorben)
- Jacob A. Cantor (1854–1921), Politiker (auf dem Temple Israel Cemetery beigesetzt)
- George Appo (1856–1930), amerikanischer Krimineller chinesisch-irischer Abstammung (auf dem Mount Hope Cemetery beigesetzt)
- Lyonel Feininger (1871–1956), deutsch-amerikanischer Maler, Grafiker und Karikaturist (auf dem Mount Hope Cemetery beigesetzt)
- Max Reinhardt (1873–1943), österreichischer Theater- und Filmregisseur und Theaterproduzent (auf dem Westchester Hills Cemetery beigesetzt)
- Lewis Hine (1874–1940), Zeichenlehrer und Fotograf (in Hastings-on-Hudson gestorben)
- Martin C. Ansorge (1882–1967), Jurist und Politiker (auf dem Temple Israel Cemetery beigesetzt)
- Jacques Lipchitz (1891–1973), französisch-amerikanischer Bildhauer (wohnte in Hastings-on-Hudson)
- Nathan Schachner (1895–1955), Schriftsteller (in Hastings-on-Hudson gestorben)
- George Gershwin (1898–1937), Komponist, Pianist und Dirigent (auf dem Westchester Hills Cemetery beigesetzt)
- Richard Lindner (1901–1978), Maler deutscher Herkunft (auf dem Westchester Hills Cemetery beigesetzt)
- Paula Strasberg (1909–1966), Schauspielerin und Schauspiellehrerin (auf dem Westchester Hills Cemetery beigesetzt)
- John Garfield (1913–1952), Schauspieler (auf dem Westchester Hills Cemetery beigesetzt)
- Martin Gardner (1914–2010), Wissenschaftsjournalist (wohnte in Hastings-on-Hudson)
- Charlotte Zolotow (1915–2013), Kinderbuchautorin (in Hastings-on-Hudson gestorben)
- Judy Holliday (1921–1965), Schauspielerin und Sängerin (auf dem Westchester Hills Cemetery beigesetzt)
- Werner Karl Maas (1921–2019), deutsch-amerikanischer Mikrobiologe und Pharmakologe (in Hastings-on-Hudson gestorben)
- Nancy B. Reich (1924–2019), Musikwissenschaftlerin (wohnte in Hastings-on-Hudson)
- Charles Webb (1939–2020), Schriftsteller (wohnte in Hastings-on-Hudson)
- Stephen Collins (* 1947), Schauspieler, Regisseur und Autor (in Hastings-on-Hudson aufgewachsen)
- Tim Ries (* 1960), Saxophonist und Hochschullehrer (lernte in Hastings-on-Hudson)